# Stazione di Castrezzato
La stazione di Castrezzato era una stazione ferroviaria posta sulla linea Cremona-Iseo. Serviva l'omonimo paese della Bassa bresciana.

## Storia
La stazione venne costruita come parte della tratta da Soncino a Rovato della linea Cremona-Iseo della Società Nazionale Ferrovie e Tramvie (SNFT), aperta all'esercizio il 28 ottobre 1932.
Cessò l'esercizio con la chiusura della linea il 2 gennaio 1956.

## Strutture e impianti
L'impianto era posto alla progressiva chilometrica 6+136 da Rovato, fra la fermata di San Giuseppe e la stazione di Trenzano.